# Dezerter
Dezerter est un groupe polonais de punk rock, originaire de Varsovie. Formé en 1981 sous le nom SS-20, le groupe doit changer de nom à la suite d'une réaction des autorités communistes.
Le concert le plus célèbre du groupe se déroule pendant l'édition 1984 du festival de Jarocin, suivi par plus de 20 000 spectateurs. Ce concert est enregistré et sorti sous forme d'album live intitulé Underground out of Poland. Dezerter est l’un des groupes les plus importants de la scène anarcho-punk polonaise.

## Histoire

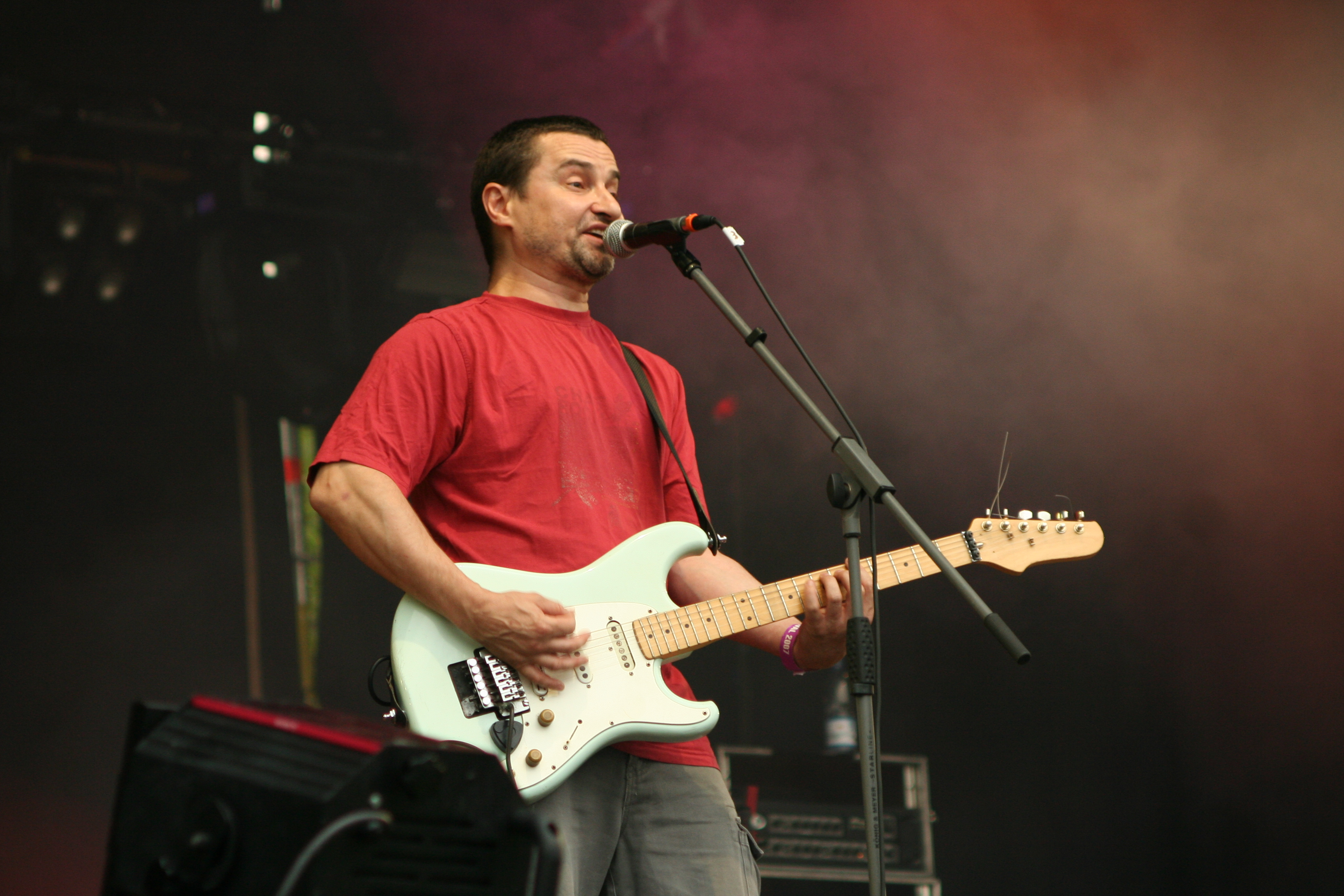
Robert Matera.

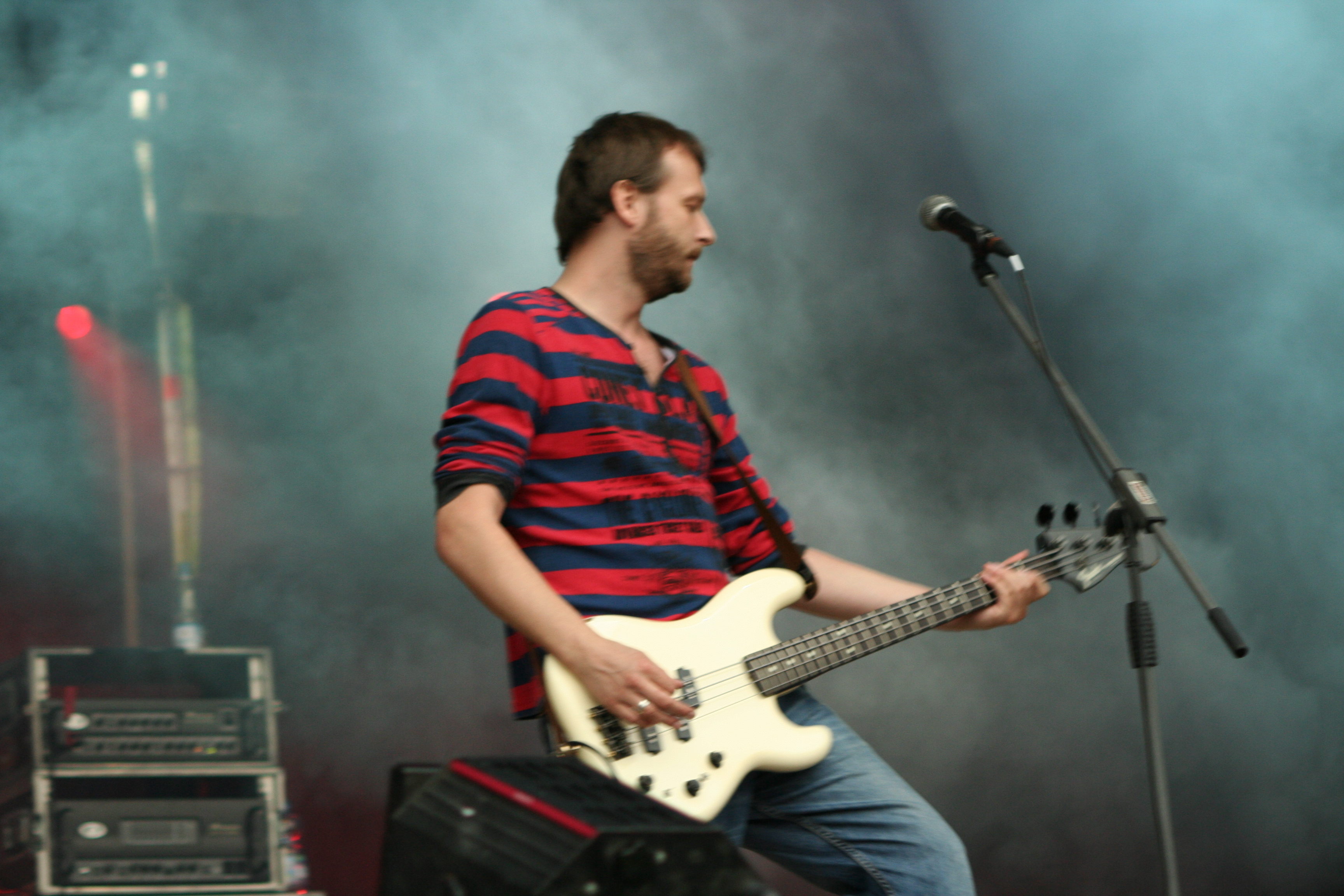
Jacek Chrzanowski.

Le groupe est initialement formé en mai 1981 à Varsovie sous le nom de SS-20 (nom d'un missile balistique soviétique capable de transporter des ogives nucléaires), par le guitariste Roberta « Robala » Materę, le bassiste Dariusza « Stepę » Stepnowskiego et le batteur et parolier Krzysztofa Grabowskiego. À l'automne la même année, le groupe est rejoint par le chanteur Dariusz « Skandal » Hajn . La première apparition du groupe sur scène s'effectue en novembre au festival musical d'automne local. En automne 1982, le groupe participe à la tournée Rock Galicja dans le Sud de la Pologne aux côtés des groupes TZN Xenna et Deuter. Au cours de l'été, ils jouent au festival de Jarocin, où ils sont filmés par Paul Karpinski pour la sortie de l'album live Jarocin '82. À cette période, le groupe change de nom pour Dezerter
En 1983, ils partent en studio et enregistrent quatre chansons publiées beaucoup plus tard dans un EP intitulé Ku przyszłośc. L'une des chansons de l'EP, Spytaj milicjanta, est publiée un an plus tard en cassette à l'international. Pendant ce temps, en juin, le groupe participe avec sa chanson One Big Gang à la compilation Tour De Farce, vol. 2, publiée en 1987 par le label allemand eMpTy Records. Durant la même année, ils tournent leur vidéo Filmie o pankach.
En été 1984, ils jouent une nouvelle fois au festival de Jarocin. À la fin de 1984, après un concert au Hybrydy de Varsovie, le groupe fait la rencontre de Maciej Chmiel, qui deviendra leur agent artistique. Peu après, les membres, après avoir reçus les royalties de Tonpress pour don EP, achète un enregistre dans un magasin Pewex, et ouvrent leur propre label, Tank Records. Au début de 1985, Dezerter tente de jouer en Yougoslavie, mais le gouvernement communiste polonais refuse. En décembre 1985, le groupe canadien de punk rock D.O.A. joue au Riviera Remont à Varsovie. Après le concert, D.O.A. fait la rencontre de Dezerter, et Joey Shithead leur offre loccaison de les populariser en Amérique du Nord. Underground Out of Poland est publié en 1987 par Maximumrocknroll.
À la fin de 1985, le bassiste de Dezerter, Dariusz « Stepa » Stepnowski, est enrôlé dans l'armée polonaise, et le dernier concert du groupe prend place au Róbrege Festival en été 1985. Peu après, Stepnowski est remplacé par Paweł Piotrowski. Avec le départ de Stepa, Tank Records met la clé sous la porte. Le label publiera Izolacja, un live de Dezerter en 1985 au Hybrydy. Il est publié au début de 1986 ; entretemps, Dariusz « Skandal » Hajn commence à manquer les répétitions à cause de son addiction çà la cocaïne. Finalement, à la mi-1986, Skandal ne viendra pas jouer à Szczecin. Dezerter devient alors un trio, avec Robal à la guitare et au chant. Avant ces événements, Dezerter publie deux compilations, Fala (1985), et Jak punk to punk (1986). À la fin de 1986, Dezerter suspend ses concerts pour plusieurs raisons, l'une d'entre elles étant l'apparition des skinheads.
En 2006, le label Jimmy Jazz Records publie un album posthume du groupe, intitulé Nie ma zagrożenia jest Dezerter - Tribute to Dezerter.

## Membres

### Membres actuels
- Robert « Robal » Matera – guitare, chant (depuis 1981)
- Krzysztof Grabowski – percussions (depuis 1981)
- Jacek Chrzanowski – guitare basse (depuis 2000)

### Anciens membres
- Dariusz « Skandal » Hajn – chant (1981–1986)
- Dariusz « Stepa » Stepnowski – guitare (1981–1984)
- Rafał « Kwasek » Kwaśniewski – guitare (1987)
- Paweł Piotrowski – guitare basse (1985–1993)
- Tomasz « Tony von Kinsky » Lewandowski – guitare basse (1994–1999)

## Discographie
- 1987 : Underground Out of Poland
- 1987 : Kolaboracja
- 1989 : Kolaboracja II
- 1990 : Wszyscy przeciwko wszystkim
- 1992 : Blasfemia
- 1993 : Jak powstrzymałem III wojnę światową czyli nieznana historia Dezertera
- 1994 : Ile procent duszy
- 1996 : Mam kły mam pazury
- 1997 : Kolaboracja II
- 1998 : Ziemia jest płaska
- 2001 : Decydujące starcie
- 2004 : Nielegalny zabójca czasu
- 2006 : Punk Not Jazz